# Revoltas na Silésia

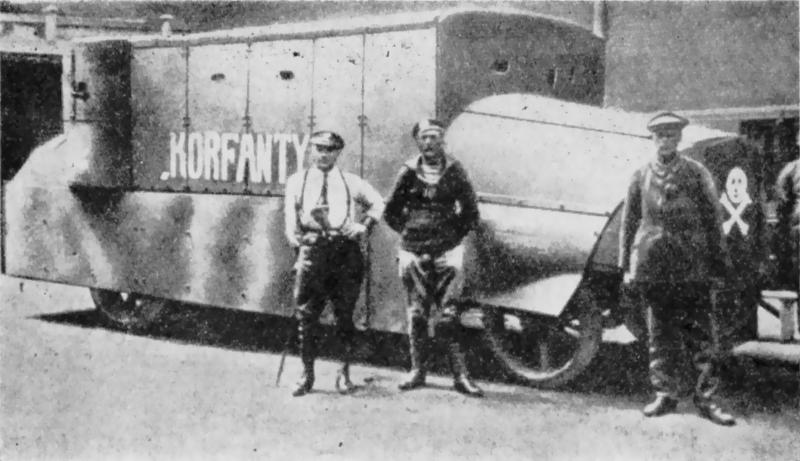
Korfanty, carro blindado polonês em 1920, feito por combatentes polacos em Wozniak. Foi um dos dois criados, o segundo foi nomeado Walerus - Woźniak.

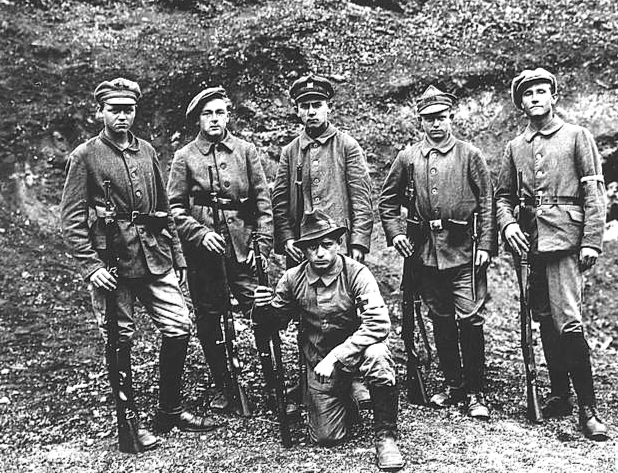
Insurgentes da Silésia

As revoltas na Silésia (em alemão: Aufstände em Oberschlesien; em polaco: Powstania śląskie) foram uma série de três levantes armados dos polacos e poloneses silesianos
da Alta Silésia entre 1919 e 1921 contra a República de Weimar, a resistência tinha esperança de separar da Alemanha para juntar-se a Segunda República Polaca, que tinha sido estabelecida na sequência da Primeira Guerra Mundial. Desde o final da Segunda Guerra Mundial, esses eventos são comemorados como elementos essenciais do orgulho nacional polonês.